# Число Лыкова
Число Лыкова ({\displaystyle \mathrm {Lk} } или {\displaystyle \mathrm {Lu} }) — критерий подобия в теории сушки, равный отношению диффузии вещества, к диффузии теплоты. Является аналогом числа Льюиса. Оно определяется следующим образом:
{\displaystyle \mathrm {Lk} ={\frac {D_{m}}{\chi }},}
где
- {\displaystyle D_{m}} — коэффициент потенциалопроводности массопереноса (аналог коэффициента диффузии);
- {\displaystyle \chi } — коэффициент температуропроводности.

Названо в честь советского физика Алексея Васильевича Лыкова (1910—1974).